# Ngọc Lý
Ngọc Lý là một xã thuộc huyện Tân Yên, tỉnh Bắc Giang, Việt Nam.
Xã Ngọc Lý có diện tích 10,57 km², dân số năm 1999 là 6540 người, mật độ dân số đạt 619 người/km².